# كهف ميليساني

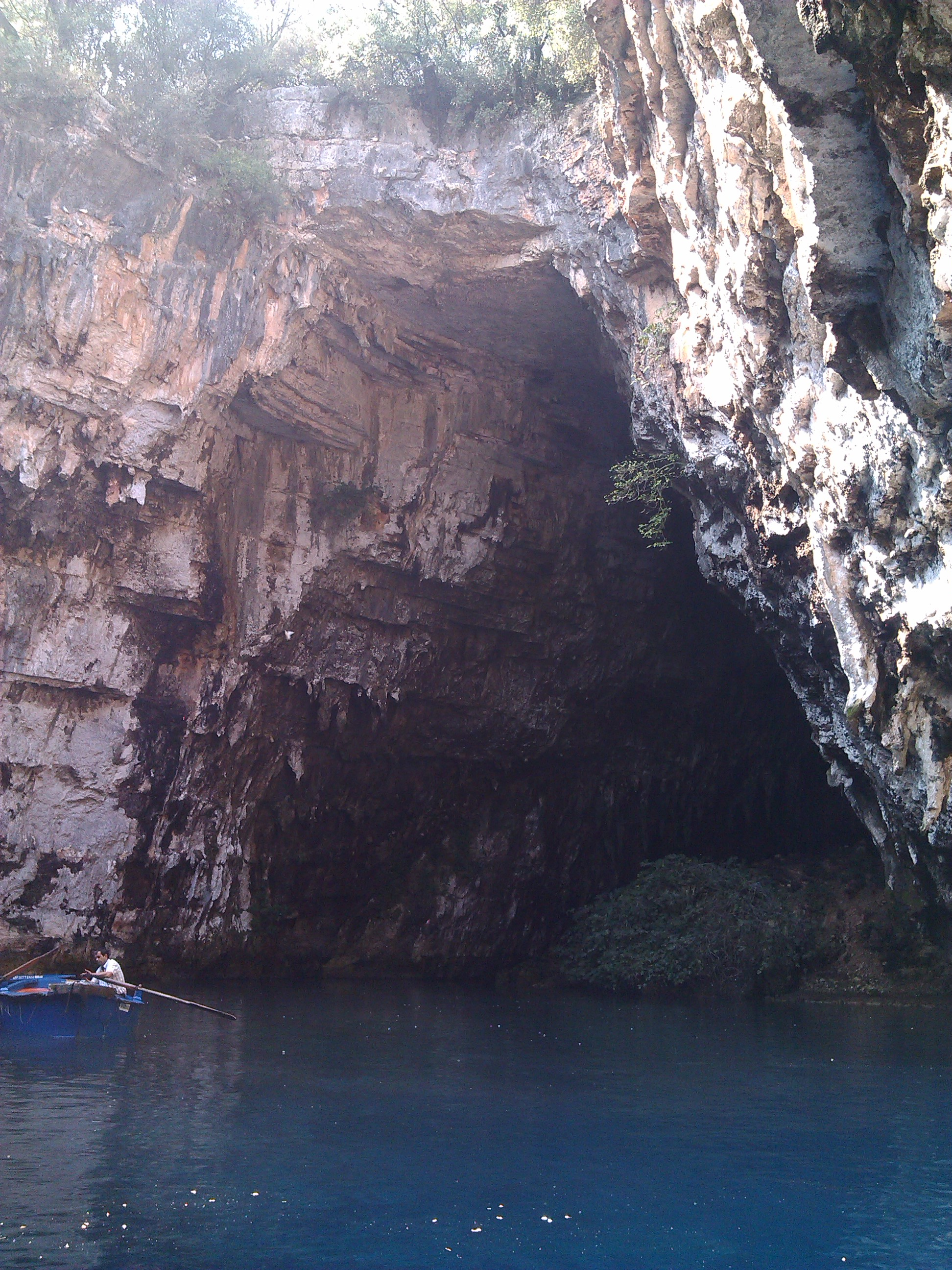
جزء مغطى من الكهف

يقع كهف بحيرة ميليساني السحيق على بعد كيلومترين شمال غرب سامي في كيفالونيا. المدخل الطبيعي للكهف عمودي وأبعاده 40 × 50 م وقد تم إنشاؤه بسقوط جزء من السطح. المدخل الاصطناعي مع السلالم والممر الطويل تحت الأرض يسمح بزيارة الكهف. تقع البحيرة على عمق 20 مترًا تحت سطح الأرض ويتراوح عمق مياهها من 10 مترًا إلى 30 مترًا، ويزين الجزء الأكبر من الكهف الهوابط ذات الأشكال الغريبة.

## الأماكن الأقرب
- اجيا افيميا من الشمال

- كارافوميلوس من الجنوب

## الجغرافيا
- الموقع:
  - خط الطول: 20.6 (20 ° 37′25 ″) شرقًا

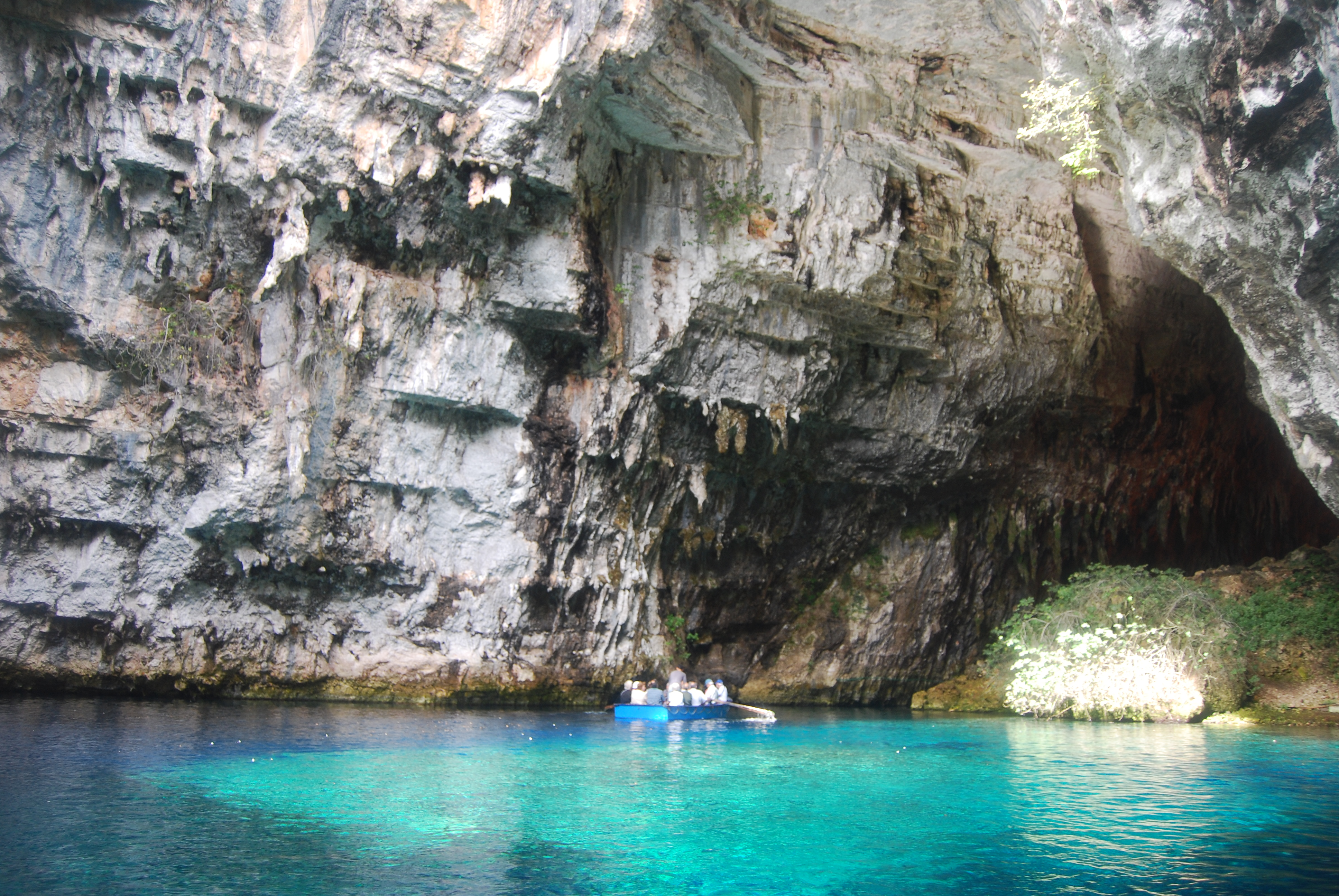
كهف ميليساني

  - كهف ميليسانيخط العرض: 38.26 (38 ° 15′25 ″) شمالاً

- الارتفاع: البحر الأيوني

## المعلومات
في الأساطير اليونانية، كان ميليساني كهف الحوريات. ويتميز ببحيرة محاطة بالأشجار والغابات، ويقع شرق جبال إيفمورفيا وأجيا ديناتي.
وتغطي قاع البحيرة بالحجارة. النباتات تنمو عند افتتاح الكهف. لون الحجر فاتح تقريباً قريب إلى لون السعل

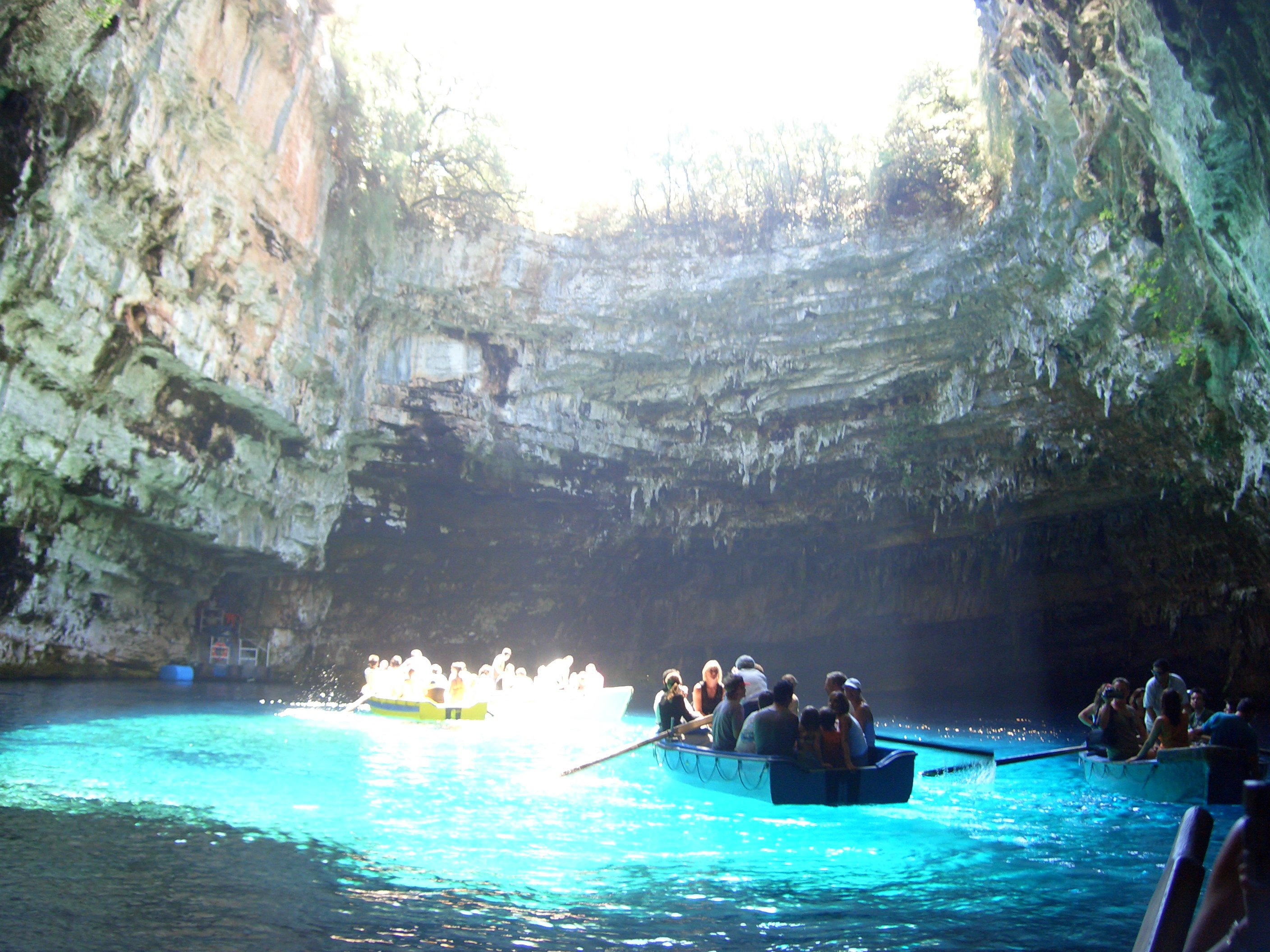
كهف ميليساني في وقت الظهيرة

تم إعادة اكتشاف الكهف في عام 1951 من قبل جيانيس بتروتشيلوس.

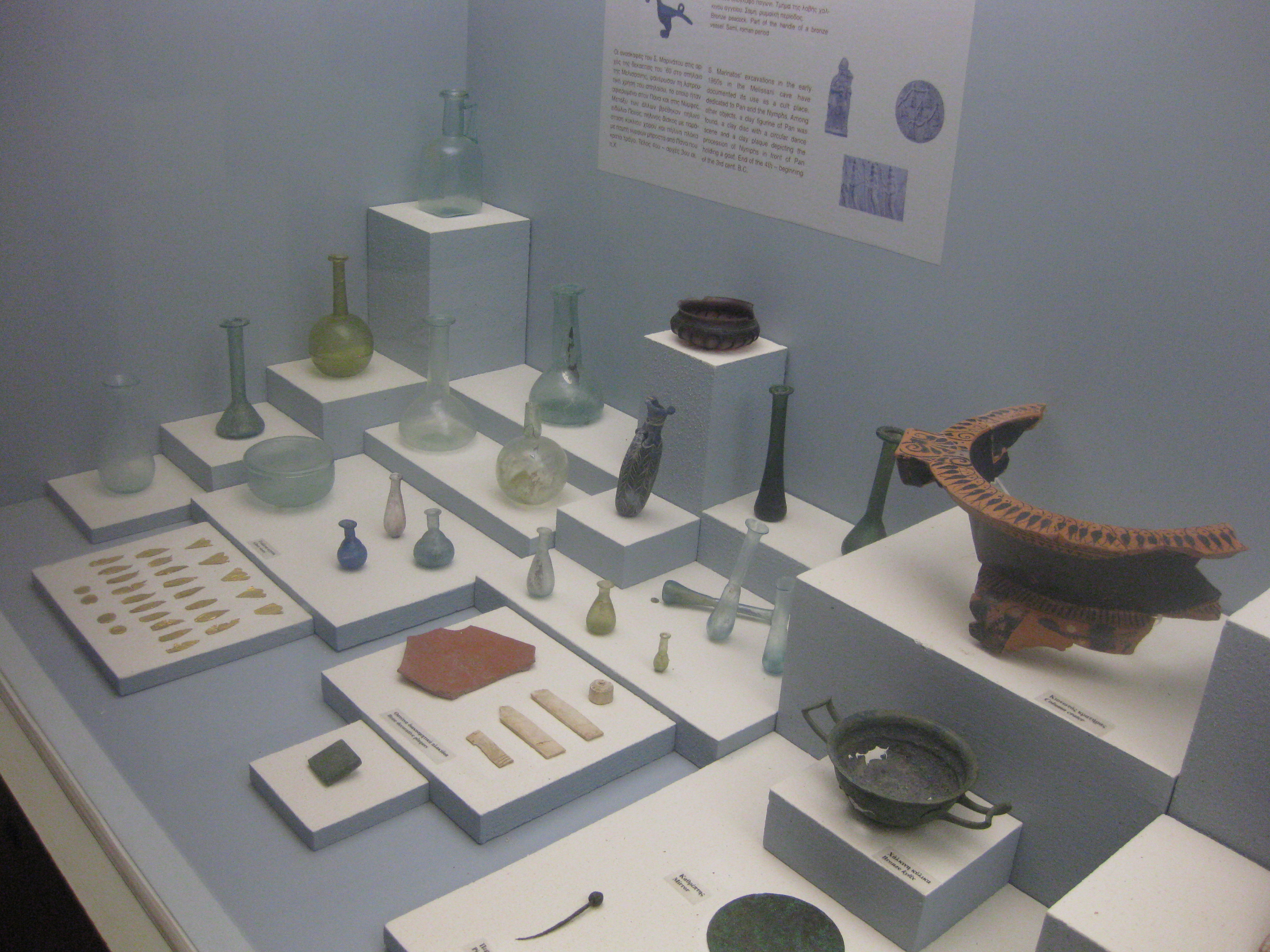
حفريات مليساني تحت قيادة سبيريدون ماريناتوس. اليوم في متحف أرغوستولي الأثري

## الهيدروجيولوجيا
يعتبر كهف ميليساني سمة نموذجية للبيئة الكارستية في طبقة المياه الجوفية الساحلية الكربونية. كما هو موصوف في شبه جزيرة يوكاتان (المكسيك). يتيح العمود الرأسي الوصول إلى منسوب المياه (حيث يمكنك القيام برحلة ذهابًا وإيابًا على متن قارب صغير). هذه المياه الجوفية قليلة الملوحة، وتختلط بين إعادة تغذية المياه العذبة إلى الداخل ومياه البحر المتغلغلة في أعماق الجزيرة. تم استكشاف قنوات كارستية ضخمة بواسطة غواصين سبيلو. يحتوي خليج سامي على العديد من الفجوات الصخرية، ذات الأعمدة الرائعة، والتي تم جردها في قاعدة بيانات GIS.
تتدفق المياه قليلة الملوحة المتدفقة من خلال الفجوات الصخرية على طول شاطئ البحر، وتشكل ينابيع ساحلية وغواصة قليلة الملوحة. تتدفق المياه الجوفية لكهف ميليساني إلى شاطئ «فريدي». هذه المياه قليلة الملوحة هي جزء من ظاهرة هيدروجيولوجية شهيرة: يتم امتصاص مياه البحر في الجزء الغربي من جزيرة كيفالونيا، بالقرب من أرغوستولي، وتتدفق في خليج سامي. في أرغوستولي، تتدفق مياه البحر في مجاري تسمى كاتافوثريس، حيث تتحول طاحونة المياه.